# Alen Mujanovič
Alen Mujanovič, slovenski nogometaš, * 11. november 1976.
Mujanovič je nekdanji profesionalni nogometaš, ki je igral na položaju napadalca. V svoji karieri je igral za slovenske klube Rudar Velenje, Šmartno ob Paki, Primorje, Maribor in Šmartno 1928 ter avstrijska Flavia Solva in Gleinstätten. Skupno je v prvi slovenski ligi odigral 162 tekem in dosegel 45 golov. V sezonah 1998/99 in 2007/08 je bil prvi strelec druge slovenske lige. Leta 1994 je odigral dve tekmi za slovensko reprezentanco do 18 let